# 전북특별자치도 소방항공대
전북특별자치도 소방항공대(全北特別自治道 消防航空隊)는 전북특별자치도를 관할하는 전북특별자치도 소방본부 산하의 소방항공대이다.
소방항공대장은 소방령으로 보한다.

## 항공장비
자체 식별번호는 JB(Jeonbuk)를 사용한다.

### 퇴역
- BK117 B-2 1기 (HL9445)[3]: 1997년 배치[1], 2023년 퇴역[4]

## 같이 보기
- 대한민국 소방청
- 대한민국의 소방
- 소방관 계급